# 神戸市立森林植物園
神戸市立森林植物園（こうべしりつしんりんしょくぶつえん）は、兵庫県神戸市北区にある植物園。1940年に開館した。六甲山地は摩耶山の西、再度山の北に位置する総面積142.6haという広大な樹木植物園で、周辺は瀬戸内海国立公園に指定されている。標高は最も高いところにある正門周辺で海抜440メートル。

## 概説
日本の代表的な樹木および世界各地の樹木約1200種を各々の原産地の森としてゾーンに分けるなど、自然に近い形での植栽構想に基づき植栽している。
日本博物館協会会員館、兵庫県博物館協会加盟館。博物館法に基づく神戸市教育委員会指定施設（博物館に相当する施設）である。またひょうごっ子ココロンカード、のびのびパスポートの対象施設になっている。
1985年に友好都市である天津市を記念するため、園内に「天津の森」が建設された。この返礼として天津水上公園内に神戸市の都市配置を参考にした「神戸園」が、神戸市からの1億円の拠出金をもとに建設された。

## ゾーン・施設一覧
- リガの森
- ブリスベーンの森
- シアトルの森
- 天津の森
- 思い出の森
- ヨーロッパ区
- 北アメリカ区
- 照葉樹林区
- アジア区
- 北日本区
- 日本針葉樹林区
- さくら園
- つつじしゃくなげ園
- あじさい園
- 見本園
- 花木園
- 長谷池
- 野鳥の森 - 隣接する長谷池畔とともに紅葉の名所
- 学習の森 - かつての教育植物園を引き継いだもの[7]
- カモシカ広場 - ニホンカモシカを飼育・展示
- うさぎのくに - ウサギを飼育・展示
- 多目的広場 - 3haの芝生
- スポーツ広場 - 1.6haの広場
- 森林展示館 - 展示室、レストラン、カフェ、ミュージアムショップ

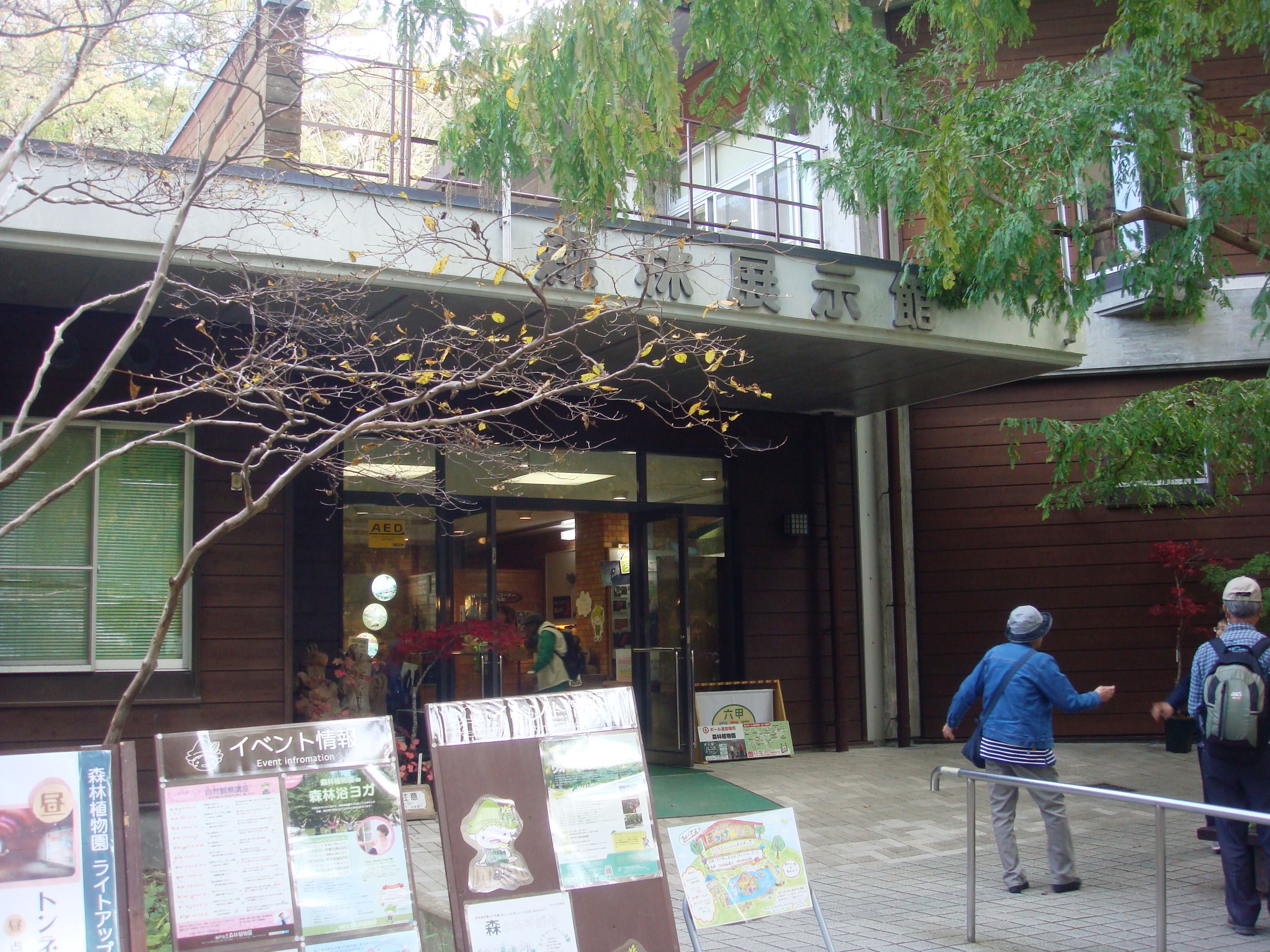
森林展示館
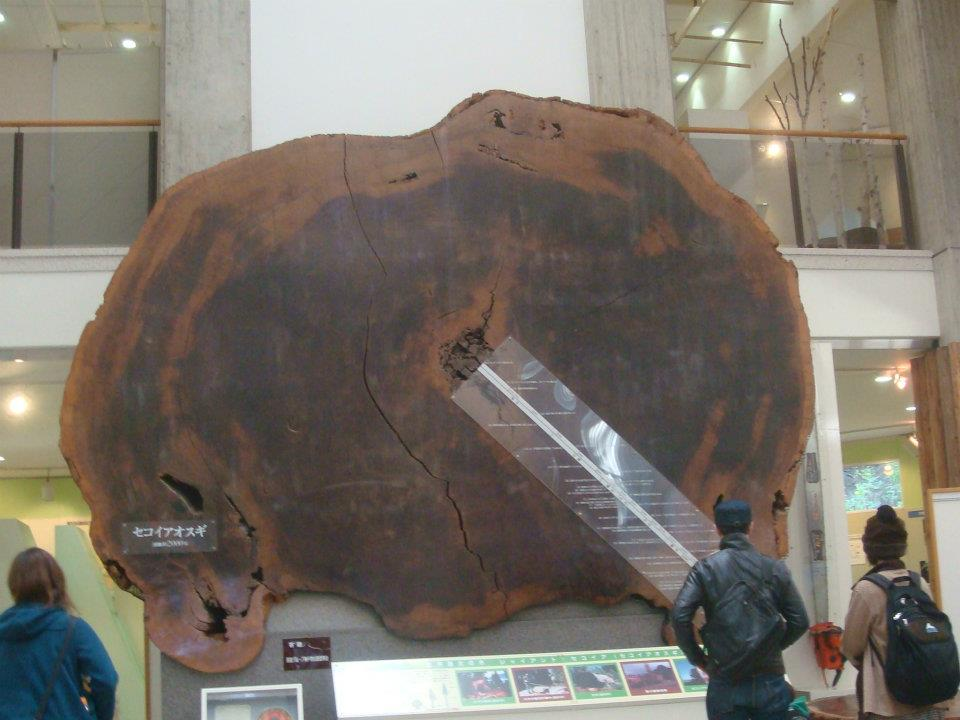
森林展示館内
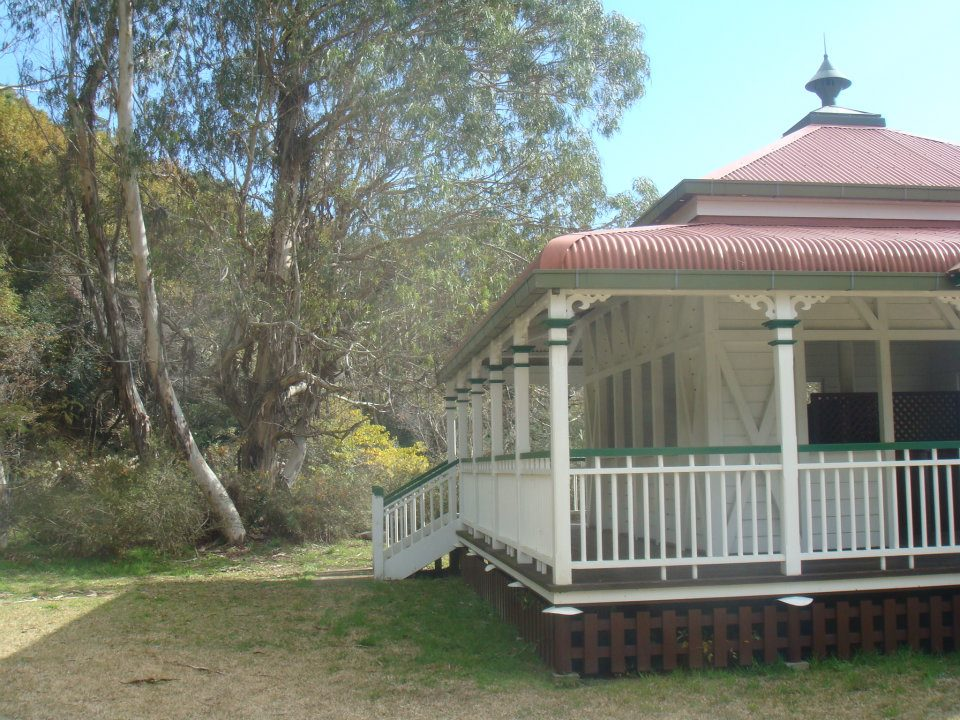
ブリスベーンの森
メタセコイア並木
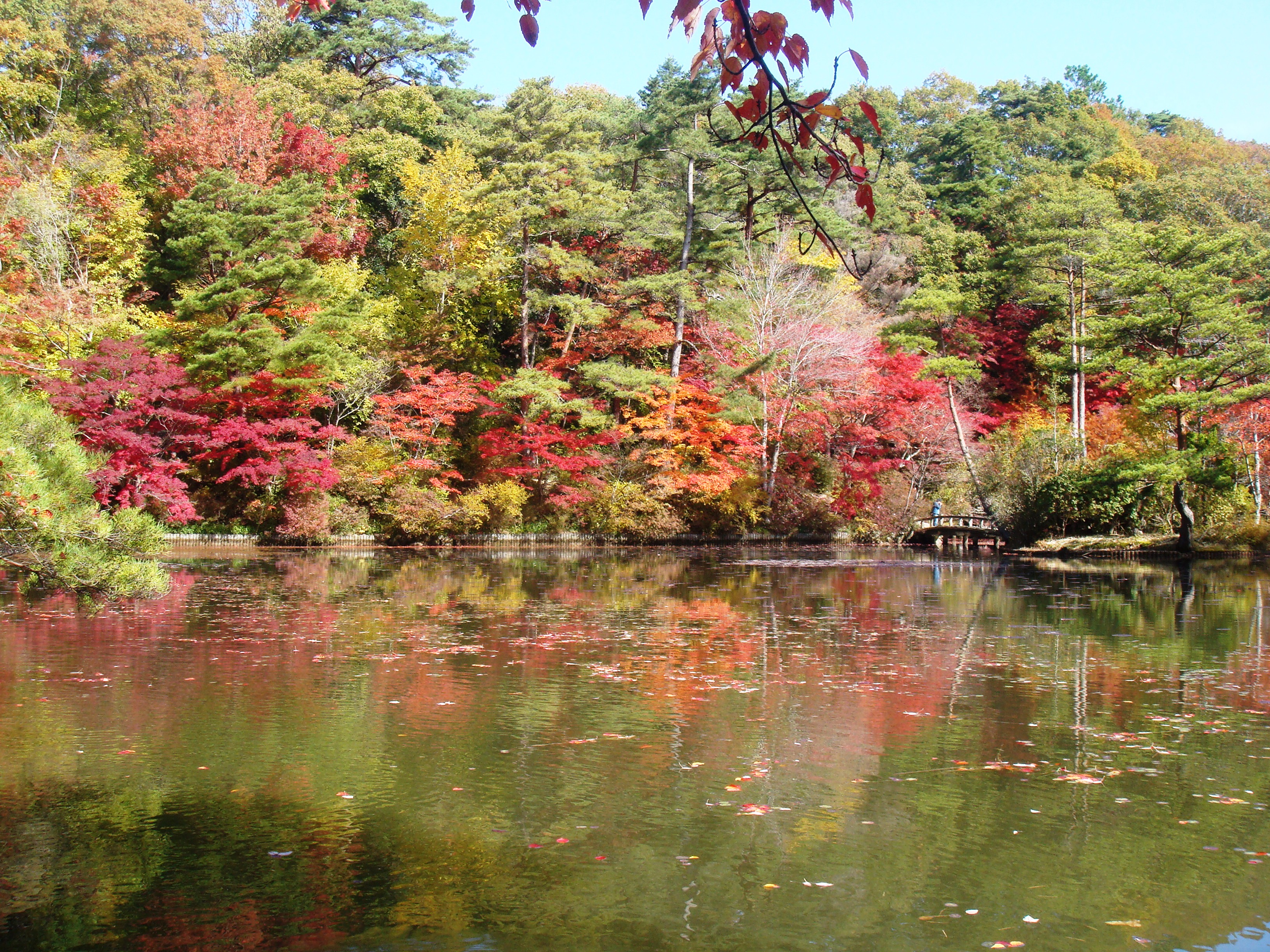
長谷池周辺

## 利用情報
- 開園時間：9:00～17:00(入園は16:30まで) 一部催し物期間中は開園時間の繰り上げ、閉園時間の繰り下げもある
- 休園日：水曜日(祝日の場合は翌日) ただし一部催し物期間中は無休 年末年始(12月29日～1月3日)
- 入園料：15才以上300円 小・中学生150円 15名以上の団体割引やその他無料・割引となる諸条件あり
  - 神戸市内に居住で65歳以上、同市内居住または同市の高等学校に在学の高校生は無料（いずれも証明書提示が必要）
- 駐車料金 乗用車 500円（1日）、700台（シーズン期は最大1,000台）

## 交通アクセス
- 神戸電鉄 北鈴蘭台駅東口から定時無料送迎シャトルバス（所要10分、1日8往復）
- 三宮駅三宮山手からみなと観光バス22・211系統で桜森町バスセンター下車（所要26分）、ハイキングコース徒歩20分
- 土曜日・休日は、三宮バスターミナルから神戸市営バス25系統を運行（所要40分、冬期運休）

## 周辺
- 再度山ドライブウェイ
- 再度公園、神戸市立外国人墓地、大龍寺